# 亞爾和普羅旺斯古代博物館

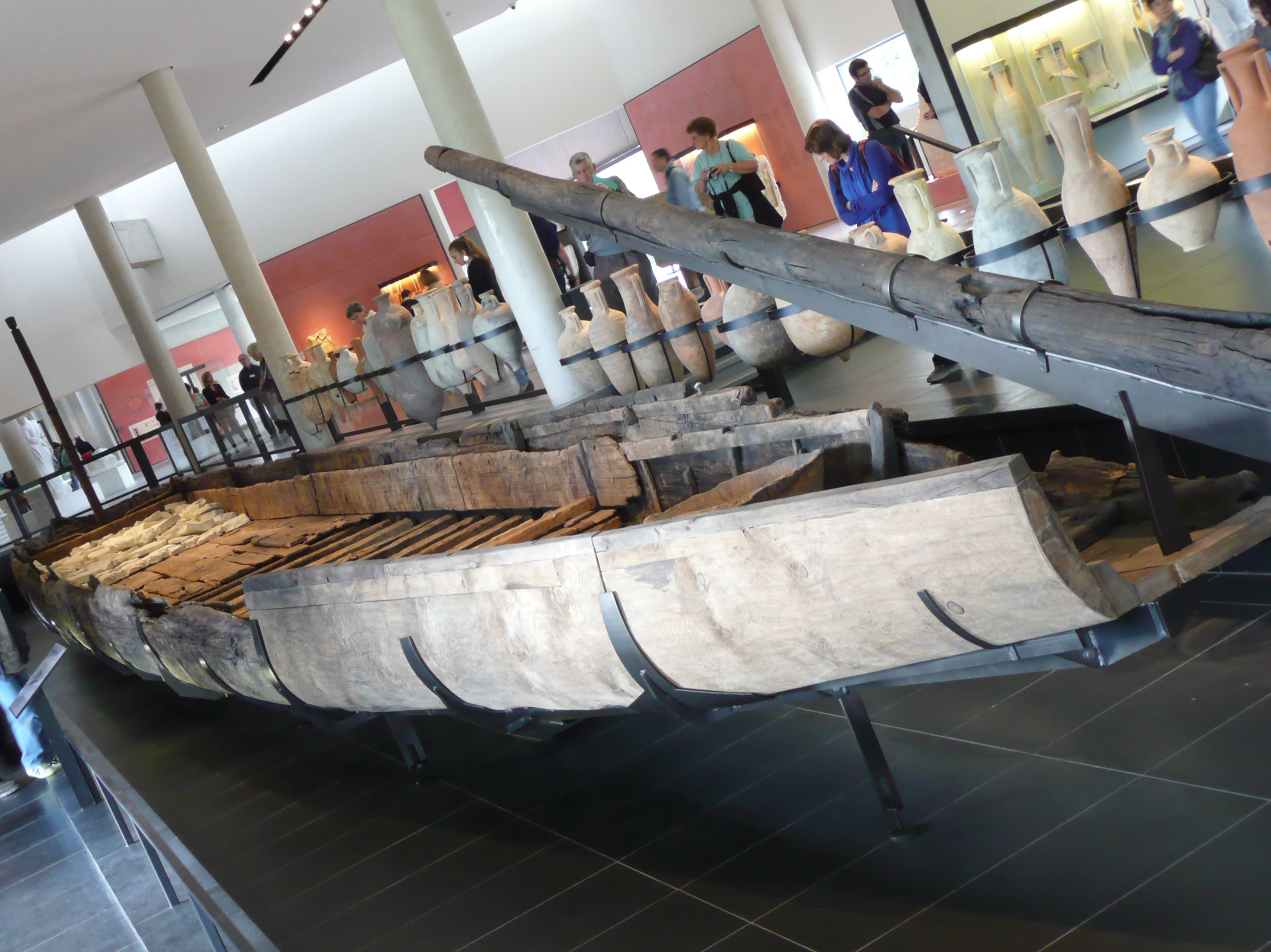
亞爾和普羅旺斯古代博物館

亞爾和普羅旺斯古代博物館（法語：Musée de l'Arles et de la Provence antiques) 是位於法國城市阿尔勒的一座博物館。博物館修建於1995年，由Henri Ciriani設計。博物館主要收藏有關普羅旺斯地區古代歷史的藏品。